# Metal Mickey
Metal Mickey este cel de-al doilea single al trupei Suede, lansat pe 14 septembrie 1992, și apărut ulterior pe primul lor album, Suede. A atins locul 17 în topul britanic, o ascensiune vizibilă fața de primul lor single, „The Drowners”, care nu reușise să urce nici măcar în top 40.
A fost interpretat de către formație la emisiunea lui Jay Leno (The Tonight Show with Jay Leno), devenind singurul single lansat de ei care a izbutit să pătrundă în primele zece locuri în US Modern Rock.

## Lista melodiilor

### CD
1. „Metal Mickey”
2. „Where the Pigs Don't Fly”
3. „He's Dead”

### 12"
1. „Metal Mickey”
2. „Where the Pigs Don't Fly”
3. „He's Dead”

### 7"
1. „Metal Mickey”
2. „Where the Pigs Don't Fly”

## Despre videoclip
Videoclipul este regizat de Lindy Heymann. Debutează cu o fată tânără care lucrează într-o măcelărie. După câteva momente, apare un  bărbat subțire, îmbrăcat într-un costum albastru, care o ia pe fată de mână și o scoate din măcelărie, o urcă într-o mașină, o fardează, o piaptănă și îi schimbă hainele, apoi o plasează la intrarea unui club de striptease. Paralela cu carnea pusă la vânzare sugerează că fata este prostituată, iar bărbatul în albastru este proxenet. În paralel cu aceste imagini, formația este arătată interpretând cântecul într-o cameră tapetată.

## Poziții în topuri
- 7 (SUA)
- 17 (Marea Britanie)
- 33 (Suedia)
- 39 (Australia)